# Pau Vela Maggi
Pau Vela Maggi (ur. 31 maja 1986 w Tortosie) – hiszpański wioślarz.

## Osiągnięcia
- Mistrzostwa Świata Juniorów – Ateny 2003 – czwórka ze sternikiem – 8. miejsce[1].
- Mistrzostwa Świata Juniorów – Banyoles 2004 – ósemka – 7. miejsce[1].
- Mistrzostwa Świata U-23 – Hazewinkel 2006 – czwórka bez sternika – 7. miejsce[1].
- Mistrzostwa Świata U-23 – Glasgow 2007 – ósemka – 8. miejsce[1].
- Mistrzostwa Europy – Ateny 2008 – czwórka bez sternika – 4. miejsce[1].
- Mistrzostwa Świata – Poznań 2009 – czwórka bez sternika – 8. miejsce[1].
- Mistrzostwa Europy – Brześć 2009 – czwórka bez sternika – 3. miejsce[1].
- Mistrzostwa Europy – Montemor-o-Velho 2010 – dwójka bez sternika – 7. miejsce[1].